# Samsung Galaxy J Max
Il Samsung Galaxy J Max è un phablet Android dual SIM di fascia bassa prodotto da Samsung, facente parte della serie Galaxy J e noto, quando venne presentato nel 2016, come "il phablet più grande al mondo".

## Caratteristiche tecniche

### Hardware
Il Galaxy J Max è un phablet con form factor di tipo slate, misura 186.9 x 108.8 x 8.7 millimetri e pesa 289 grammi.
Il dispositivo è dotato di connettività GSM, HSPA, LTE, di Wi-Fi 802.11 b/g/n con supporto a Wi-Fi Direct e hotspot, di Bluetooth 4.0 con A2DP, di GPS con A-GPS e GLONASS e di radio FM RDS. Ha una porta microUSB 2.0 OTG ed un ingresso per jack audio da 3.5 mm.
Il Galaxy J Max è dotato di schermo touchscreen capacitivo da 7 pollici di diagonale, di tipo TFT con aspect ratio 16:10 e risoluzione HD 800 x 1280 pixel (densità di 216 pixel per pollice). La batteria agli ioni di litio da 4000 mAh non è removibile dall'utente.
Il chipset è uno Spreadtrum SC8830, con CPU quad-core formata da 4 Cortex-A7 a 1.5 GHZ e GPU Mali-400MP2. La memoria interna è da 8 GB, mentre la RAM è di 1.5 GB.
La fotocamera posteriore ha un sensore da 8 megapixel, dotato di autofocus, HDR e flash LED, in grado di registrare al massimo video HD a 30 fotogrammi al secondo, mentre la fotocamera anteriore è da 2 megapixel.

### Software
Il sistema operativo è Android, in versione 5.1 Lollipop.
Ha l'interfaccia utente TouchWiz.